# Цветан Северски
Цветан Иванов Банчев – Северски е български писател.

## Биография и творчество
Роден е на 9 януари 1941 г. в село Ставерци, Оряховско. Завършил е българска филология и литература в Софийския университет „Свети Климент Охридски“. Работил е и продължава да работи като журналист. Към януари 2007 г. е научен наблюдател във вестник „Земя“. Автор е на повече от 20 белетристични книги за деца, юноши и възрастни читатели. Почитател е на метафоричната фраза, в която образите имат свой живот, различен от видимия.
Член е на Съюза на българските писатели.

## Произведения
- „Приказки за разказвачи на приказки“,
- „Има ли добрини“ – под псевдонима Флориан Нордън,
- „Наказвам те с любов“ – роман,
- „Син на светлината“ – роман,
- „Съдбата е невинен убиец“ – роман,
- „Забраненият дуел“ – разкази за именити световни писатели, били офицери,
- „Царски приказки“ с герои царе от древността,
- „Смъртта на боговете“,
- "Зад огледалото“ – фрагменти и белетристични миниатюри,
- „Бодли по пътя“ – афоризми,
- „Избрани романи“.

| „                                                                    | С оригиналния си замисъл и с овладения си стил „Приказки за разказвачи на приказки“ на Цветан Северски се откроява и на фона на днешната ни детско-юношеска проза, достигнала вече завидно идейноестетическо равнище, и вдъхва увереност относно по-нататъшното развитие на този даровит разказвач. | “ |
| проф Симеон Хаджикосев, сп. „Деца, изкуство, книги“, брой 4, 1982 г. | |   |

Миниатюри от сборника „Какво, като боли?“:
- Какво очакваш от човечество, което през хилядолетната си история още не е проумяло, че мисленето е най-великото постижение?
- Както и да залостваш портата, Времето минава и през твоя двор.
- Общото добро е добро само за онези, които го наглеждат.
- Как да уважавам всемирната история, когато тя описва подвизите на мускулите и подминава подвизите на ума?
- Ако в един влак сред многото хора пътува и един човек, енергията, изразходвана от локомотива, е оправдана.
- Вярата е сила дори и когато е изградена от илюзии.
- Въпросът „Ти чуваш ли се какво говориш?“ е винаги основателен.
- Всеки носи у себе си смисъла на живота, ала при някои той не вижда бял свят.
- И с мислите е като с хората – непокорните са безсмъртни.
- Злото може да противостои на злото, но доброто никога не противостои на доброто.
- Празният житен клас може да претендира единствено за място в сламата.[1]